# Столетово (Пловдивська область)
Столе́тово (болг. Столетово) — село в Пловдивській області Болгарії. Входить до складу общини Карлово.

## Населення
За даними перепису населення 2011 року у селі проживали 768 осіб.
Національний склад населення села:
| Національність   | Кількість осіб | Відсоток |
| ---------------- | -------------- | -------- |
| болгари          | 557            | 91,2%    |
| цигани           | 48             | 7,9%     |
| не визначились   | 4              | 0,7%     |
| Всього відповіли | 611            |          |

Розподіл населення за віком у 2011 році:
Динаміка населення: